# درایو حالت جامد

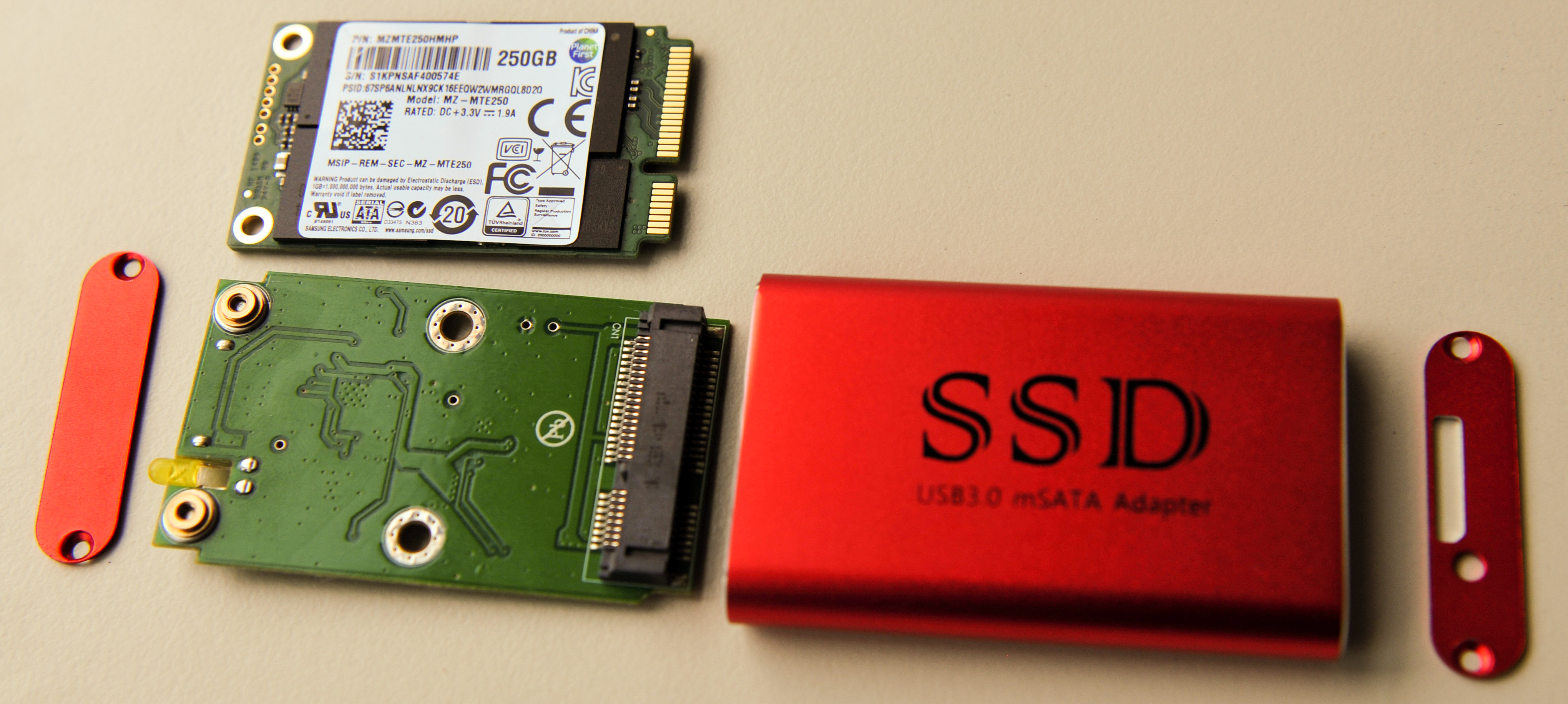
۲۵۰ گیگابایت ساتا اس‌اس‌دی با یک محفظهٔ خارجی

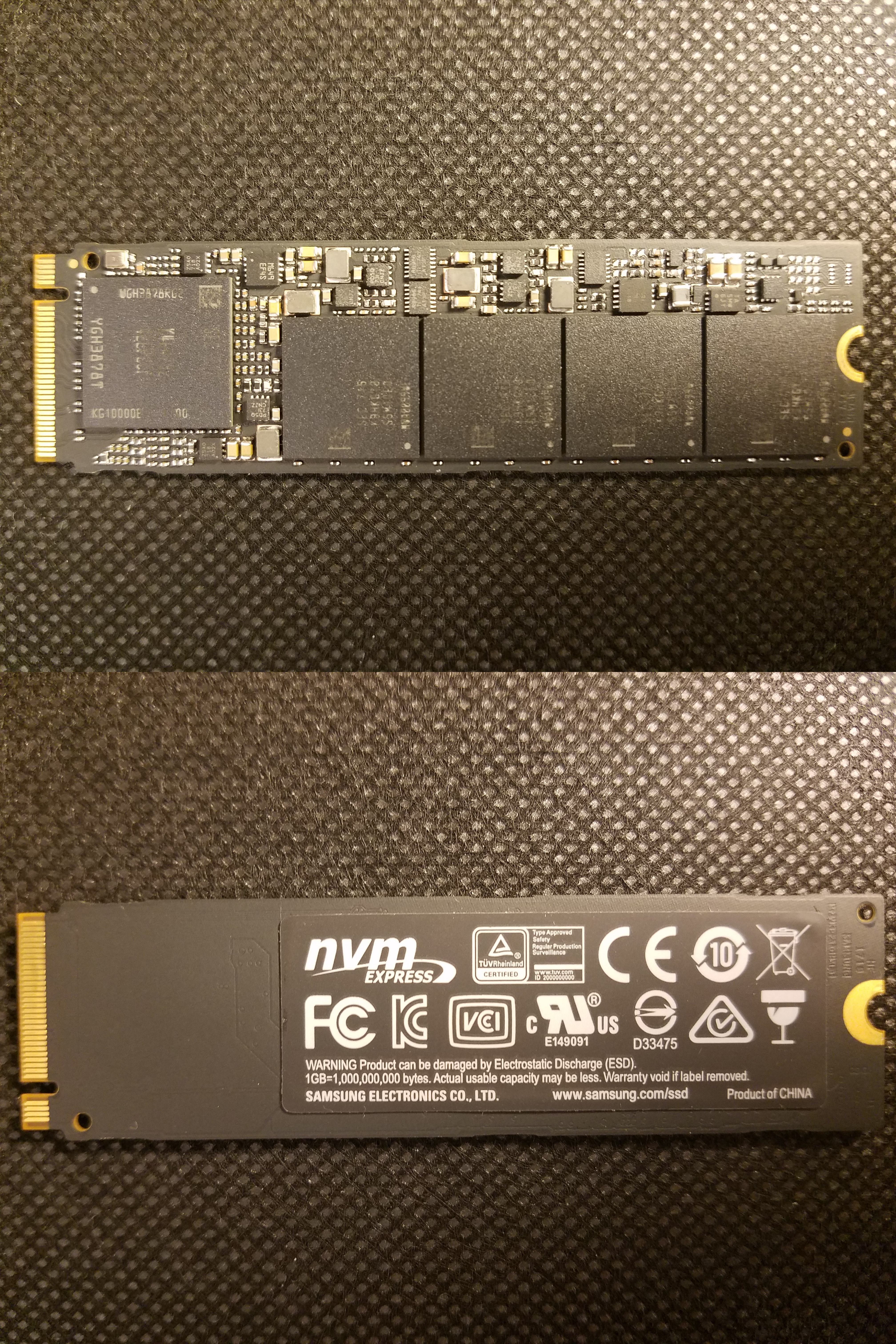
اس‌اس‌دی ۵۱۲ گیگابایت ام. ۲ ان‌وی‌ام اکسپرس

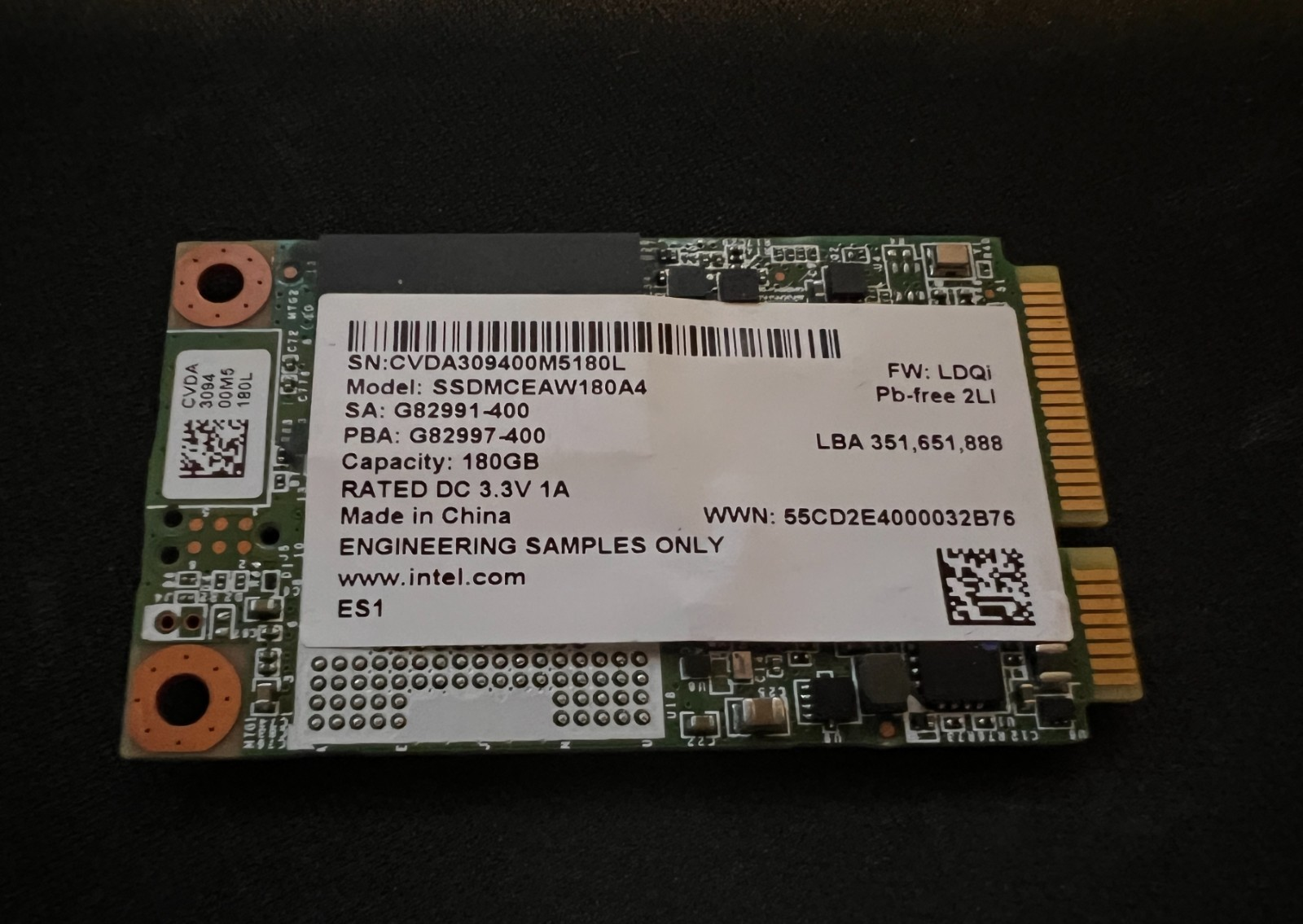
یک اس‌اس‌دی ساتا اینتل

درایو حالت‌جامد (به انگلیسی: Solid State Drive) یا اس‌اس‌دی (به انگلیسی: SSD) یا حافظهٔ پایدار تراشه‌ای که به درایو حالت‌جامد یا درایو الکترونیکی نیز شناخته می‌شود ابزار حافظه رایانه‌ای است که از تراشه برای ذخیره‌سازی دائم داده‌ها استفاده می‌کند.
درایو حالت جامد یا به عبارتی همان اس‌اس‌دی (SSD) توانسته جایگزین مناسبی برای درایو دیسک سخت (Hard Disk Drive) (حافظهٔ پایدار گَردان) یا اچ‌دی‌دی (HDD) شود. در واقع اس‌اس‌دی حافظهٔ مبتنی بر حافظه فلش است که در مقایسه با اچ‌دی‌دی برق کمتری مصرف می‌کند و از مقاومت بیشتری نیز برخوردار است. هارد دیسک‌ها (HDD) (حافظهٔ پایدار گَردان) صفحاتی به نام پلاتر و هد دارند که این هد اطلاعات را از روی صفحات می‌خواند. بر خلاف آن، هیچ‌کدام از اجزاء داخلی اس‌اس‌دی در حال چرخش نیستند و یک حافظه فلش است که فوق‌العاده محکم و بادوام است. در نتیجه در اثر سقوط از ارتفاع کاملاً مقاوم بوده و نسبت به اچ‌دی‌دی دوام بیشتری دارد.
از آنجایی‌که مزایای استفاده از اس‌اس‌دی فلش قابل توجه است به لحاظ قیمت نیز با درایو دیسک سخت (HDD) کاملاً متفاوتند. از معایب اس‌اس‌دی می‌توان به حساس بودن ولتاژ ورودی آن گفت که بعضی مواقع با یک برق رفتگی ساده امکان این وجود دارد که همه اطلاعات یا حداقل یکی از درایوهای هارد اس‌اس‌دی به‌طور کامل حذف شوند؛ لذا بهتر است هیچگاه اطلاعات شخصی خود را در هارد اس‌اس‌دی ذخیره نکنید.

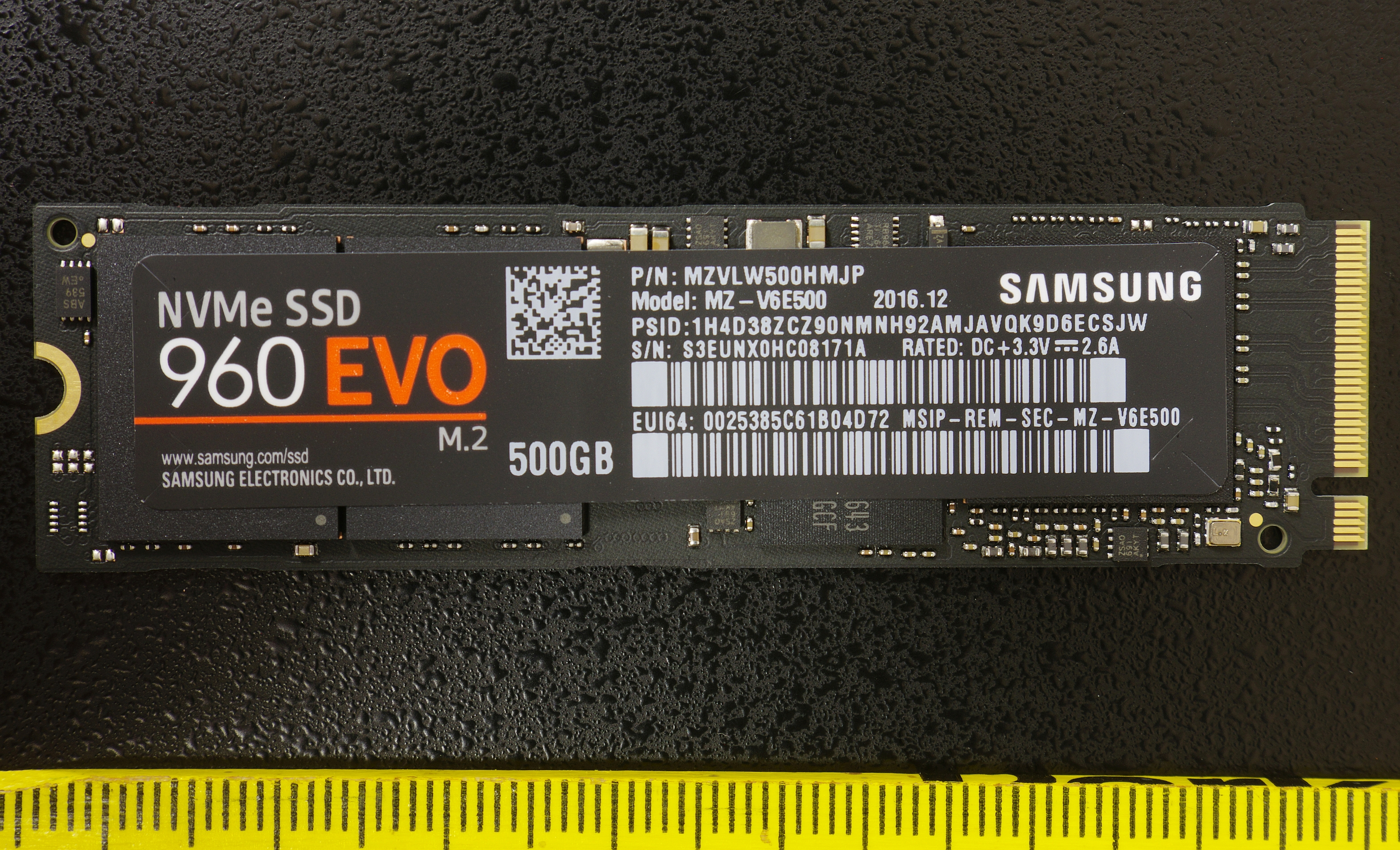

نسل جدید حافظه‌های اس‌اس‌دی، اس‌اس‌دی‌های M.2 nvme است که از لحاظ سرعت و خواندن و نوشتن و کارایی فوق‌العاده هستند. به‌طورکلی حافظه M.2 از درگاه PCIe استفاده نموده و سرعت آن تا ۶ گیگابایت در ثانیه می‌رسد.

## مقایسه با سایر فناوری‌ها

### هارد دیسک

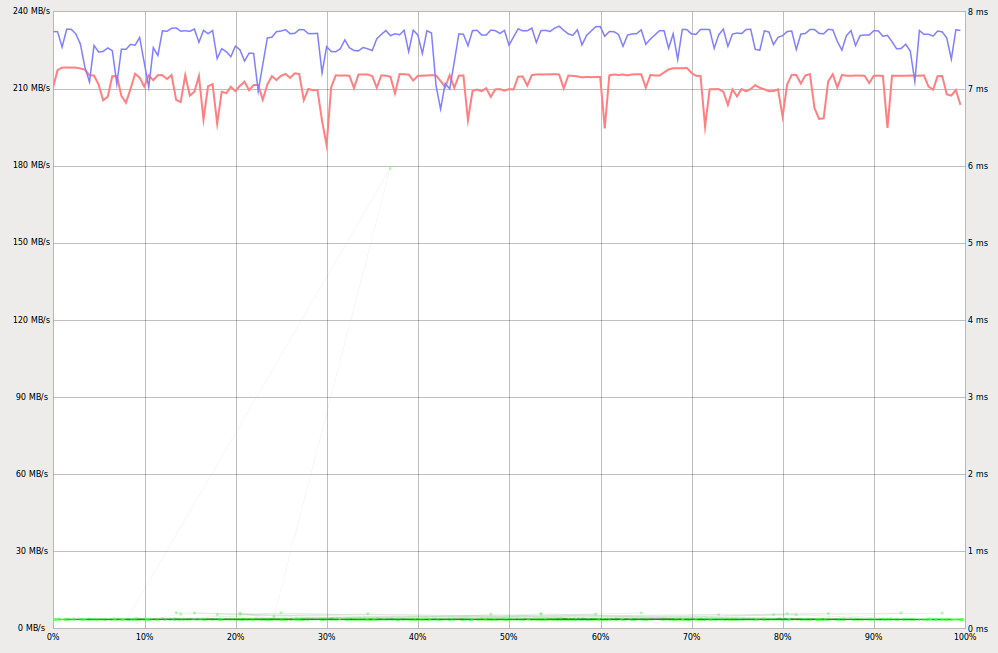
SSD benchmark نشان دادن حدود 230 MB/s سرعت خواندن (آبی) 210 MB/s سرعت نوشتن (قرمز) و در مورد 0.1 ms به دنبال زمان (سبز) مستقل از دیده دیسک محل.

مقایسه SSDها و هارد درایورها (HDD) سخت است. بنچمارک‌های سنتی SSD بر روی ویژگی‌های عملکردی تمرکز دارند. در صورتی کهHDDها در آن ضعیف هستند. از جمله این عملکردها می‌تواند به عملکرد تأخیر چرخش یا زمان جستجو را نام برد. از آنجا که حافظه‌های اس‌اس‌دی، چرخشی نیستند و برای پیدا کردن داده‌ها نیاز به رفتن به مکان خاصی ندارند. در این تست‌ها ممکن است بسیار بهتر از HDDها امتیاز کسب کنند. اگرچه هاردهای اس‌اس‌دی با ترکیب خواندن و نوشتن مشکل دارند. و ممکن است که کارایی آن‌ها در طول زمان کاهش پیدا کند. تست اس‌اس‌دی باید در حالتی باشد که دیسک پر باشد. چون یک دیسک خالی (یک دیسک تازه از جعبه باز شده) ممکن است از یک دیسک استفاده شده (پر) کارایی بهتری داشته باشد. و بعد از چند هفته کارایی آن پایین بیاید.
اکثر مزایای اس‌اس‌دی‌ها از دیسک‌های سنتی بیشتر است. در مقایسه با HDDها، دیسک‌های اس‌اس‌دی کاملاً الکترونیکی به داده‌ها دسترسی دارند. در حالی که HDDهای به صورت الکترومکانیکی به اطلاعات دسترسی دارند. که این باعث افزایش سرعت انتقال و استحکام مکانیکی بیشتری می‌شود. از طرف دیگر HDDها نسبت به ظرفیتی که ارائه می‌دهند قیمت کمتری دارند.
نرخ شکست زمینه نشان می‌دهد که اس‌اس‌دی‌ها به‌طور قابل ملاحظه‌ای قابل اعتمادتر هستند. اما باید توجه شود که حافظه اس‌اس‌دی به صورت منحصر به فردی نسبت به قطع ناگهانی برق حساس است و امکان دارند که در مواردی همه اطلاعات درایور از بین برود. قابلیت اعتماد در مدل‌های مختلف هر دو نوع هارد مختلف است.
همانند HDDها، در مدل‌های مختلف اس‌اس‌دی هم تعادلی بین مدل‌های مختلف آن است. اس‌اس‌دی‌های تک سطحی سلولی (SLC) در مقایسه با اس‌اس‌دی‌های چند سطحی سلولی (MLC) قیمت زیادی دارند. و در عوض سرعت بیشتری دارند. همچنین، اس‌اس‌دی‌ها مبتنی بر DRAM معرفی شد که در حال حاضر پر سرعترین و گران‌قیمت‌ترین هستند. در حالی که زمان پاسخ ۱۰ میکروثانیه داشت. در مقایسه با سایر اس‌اس‌دی‌ها که زمان پاسخ ۱۰۰ میکروثانیه داشتند. دستگاهای فلش شرکتی (EFDs) به منظور ارائه قیمت مناسب‌تر نسبت به سایر اس‌اس‌دی‌ها و همچنین کارایی و زمان پاسخ مناسب طراحی شدند.
در هاردهای سنتی، دوباره‌نویسی فایل دقیقاً! در همان فضای فیزیکی که قبلاً اشغال شده بود انجام می‌گیرد. در حالی که در اس‌اس‌دی‌ها یک کپی از فایل را در سلول‌های دیگر به منظور سایش سطح انجام می‌دهند. الگوریتم‌های سایش سطح پیچیده و مشکل هستند به این منظور که بتوانند جامعیت را بررسی کنند. که یکی از علت‌های بزرگ از دست رفتن اطلاعات دراس‌اس‌دی همین موضوع است.
بازیابی اطلاعات درایو حالت جامد پیچیده تر از بازیابی اطلاعات HDD است. استفاده از فناوری کنترل کننده در درایوهای SSD ، بازیابی اطلاعات SSD را پیچیده تر می کند.

## در ایران
در ایران حافظه‌های SSD عموماً تحت عنوان "هارد SSD" خرید و فروش می‌شود. در صورتی که استفاده از کلمه "هارد" قبل از "SSD" کاملاً اشتباه است. تلاش‌هایی از سوی سایت‌های مختلف برای تصحیح این اشتباه شده‌است ولی تا کنون هیچ‌کدام از تلاش‌ها موفق نبوده و هنوز خریداران و فروشندگان از کلمه " هارد SSD" به جای کلمه "SSD" یا " حافظه SSD" استفاده می‌کنند.

## نگارخانه

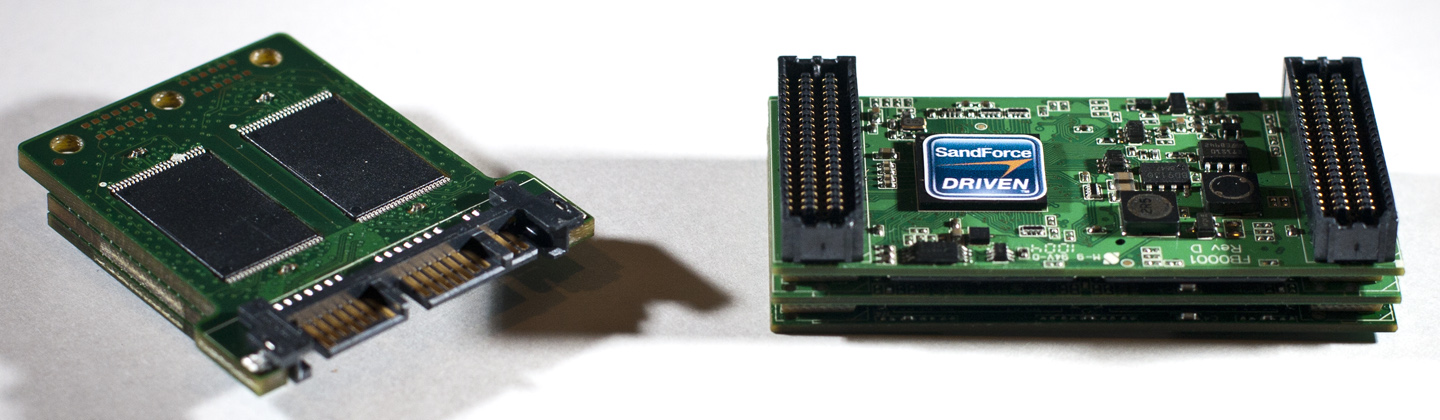
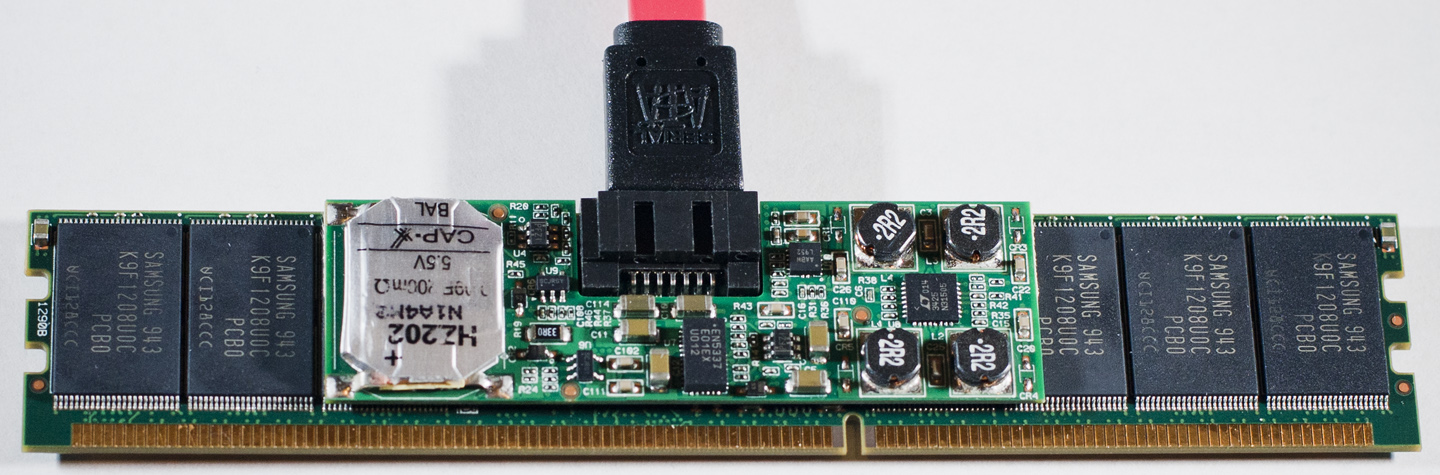
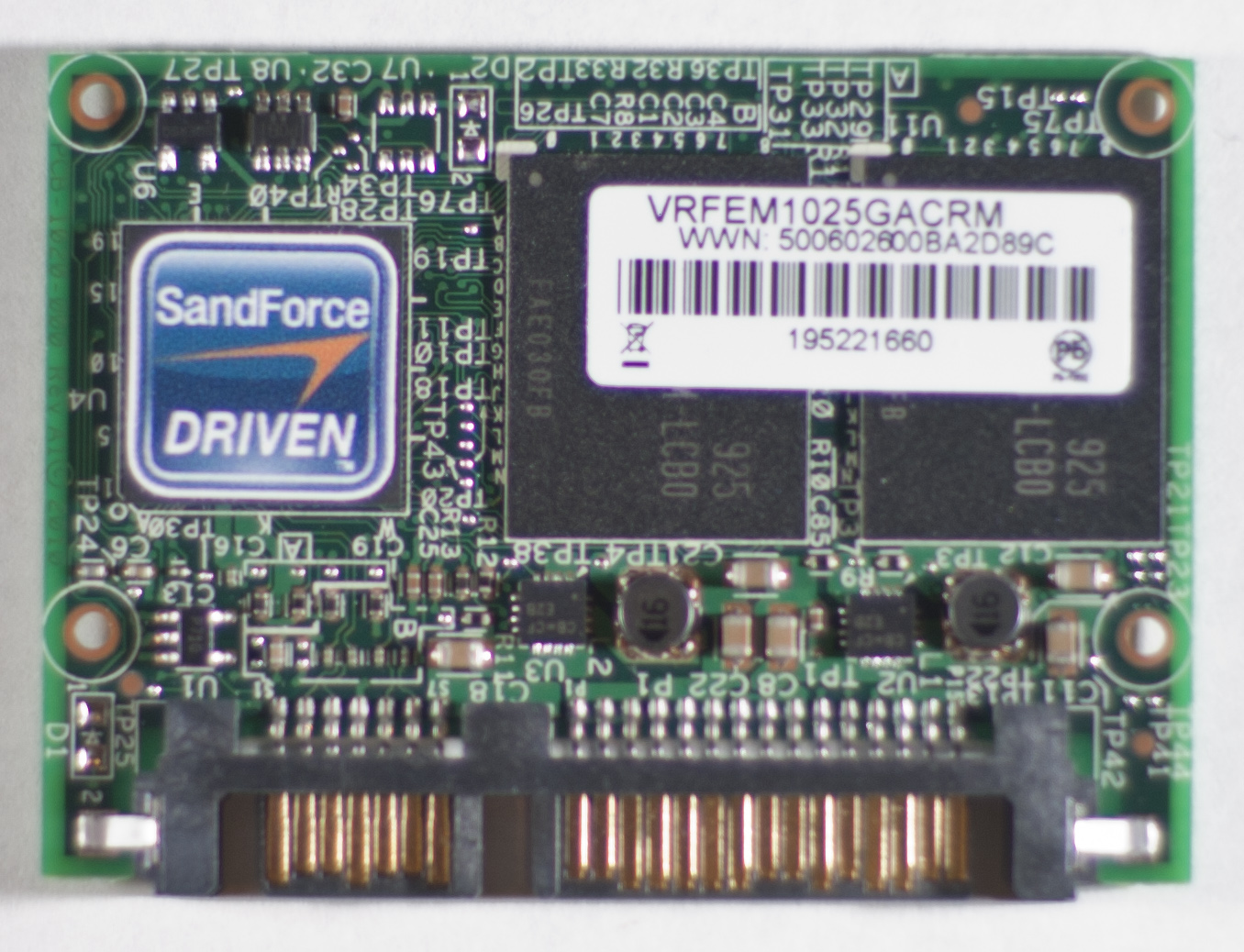
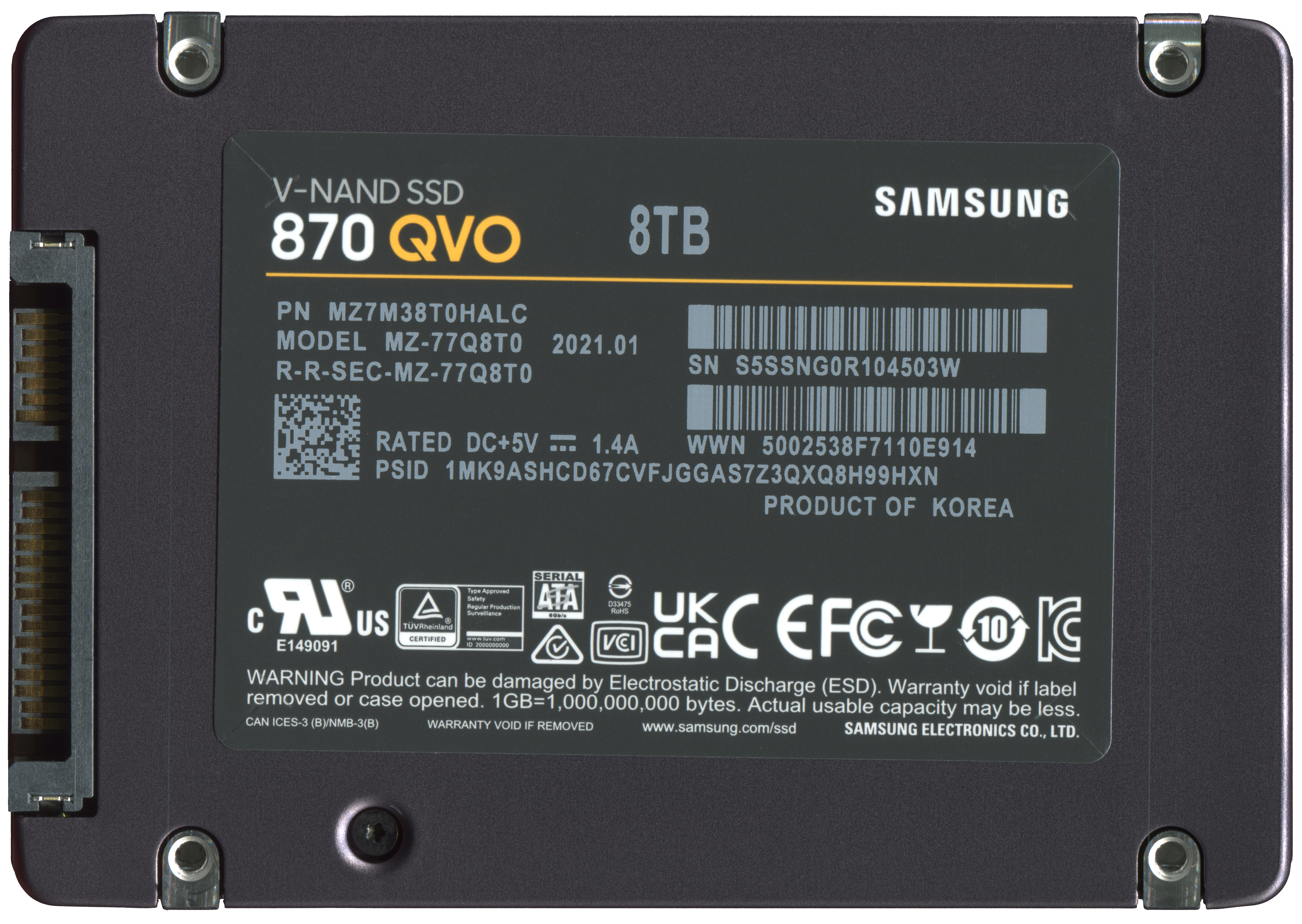
یک درایو حالت جامد با گنجایش ۸ ترابایت از شرکت سامسونگ